# ثيو تيمر
ثيو تيمر (بالهولندية: Theo Timmer) هو متسابق دراجات نارية هولندي. نافس في سباقات بطولة العالم لفئة 50 سي سي. بدأ المنافسة في بطولة الجائزة الكبرى سنة 1972. أفضل موسم له كان موسم سنة 1981 عندما جاء في المركز الثاني في بطولة العالم خلف ريكاردو تورمو حيث فاز بجائزة التشيك الكبرى للدراجات النارية.